# Fabius (New York, város)
Fabius város az USA New York államában, Onondaga megyében. Lakosainak száma 2006 fő (2020. április 1.).

## Népesség
A település népességének változása:

| 2010 | 1 964 |
| 2020 | 2 006 |